# Maine Public Broadcasting Network

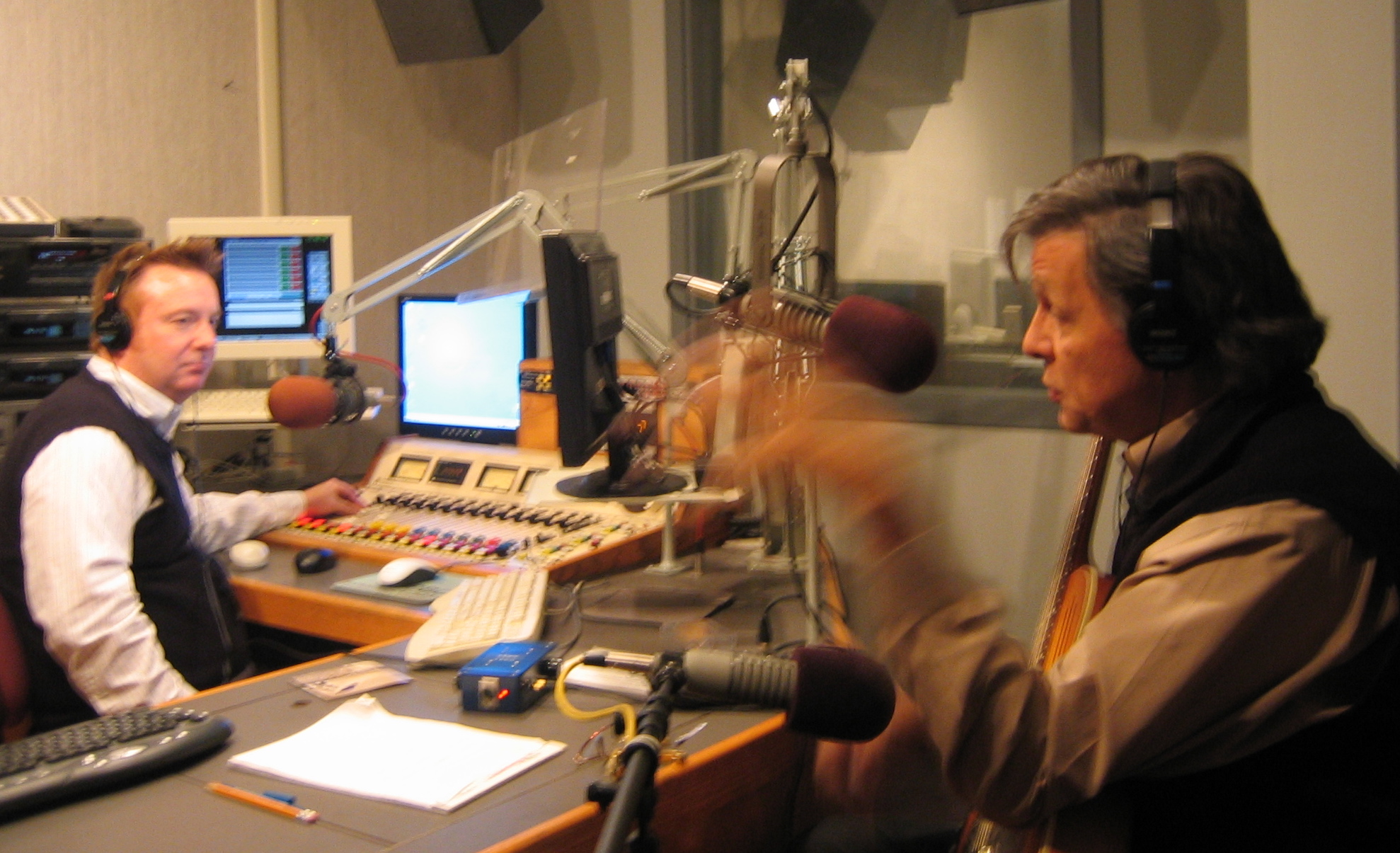
Keith Shortall (MPBC) interviewt den Gitarristen John Rankin.

Das Maine Public (früher Main Public Broadcasting Network (MPBN)) ist ein staatliches Rundfunknetzwerk, das öffentliche Radio- und Fernsehstationen im US-Bundesstaat Maine betreibt. Es wird von der Maine Public Broadcasting Corporation betrieben, die alle PBS- und NPR-Stationen in Maine unter Lizenz hat. Main Public hat seine Studios in Portland, Lewiston und Bangor.

## Radio-Stationen
MPBN betreibt acht Radiosender und drei Relaystationen. 